# KV1
KV1 es una tumba egipcia del llamado Valle de los Reyes, situado en la orilla oeste del Nilo, a la altura de la moderna ciudad de Luxor. Perteneció al faraón Ramsés VII.

## Marco histórico
Abierta desde la antigüedad, la tumba n.º 1 del Valle de los Reyes (KV1) perteneció al sexto faraón de la dinastía XX, conocido como Ramsés VII y que gobernó del 1136 al 1129 a. C. En aquel entonces los reyes residían muy al norte, en la ciudad de Pi-Ramsés, mientras que Tebas era dominio de los sacerdotes de Amón, quienes ejercían prácticamente, la función de gobernantes autónomos. La situación del país era desastrosa y el próspero Imperio Nuevo estaba en sus últimos estertores.
Conocemos muy pocos aspectos sobre Ramsés VII (su nombre de coronación completo se transcribe como Usermaatra-Setepenra-Meriamón Ramsés-Itefamón-Neterheqaiunu), y aún menos sobre su política. A fin de cuentas, no sería más que uno de los muchos y pocos conocidos reyes con los que contó la dinastía XX. Al parecer, era hijo de Ramsés VI, sin embargo con él la línea se interrumpe, pues el siguiente faraón no sería un hijo suyo, sino su tío.

## Situación
Como el resto de las tumbas reales de las dinastías XIX y XX, presenta un eje recto, orientado en dirección noroeste. Está muy alejada respecto al grueso de las tumbas, en un ramal del Valle conocido simplemente como el Valle de la Tumba de Ramsés VII. Este aislamiento ha provocado que pese a ser conocida desde antaño, no haya sido tan visitada como otras. El sepulcro real más cercano a ella, en dirección sur (ya que KV1 es la tumba más septentrional del lugar) es KV2.
KV1 es, a todas luces, una tumba incompleta. Su diseño es muy simple: una rampa de entrada (A), un corredor (B) y la cámara sepulcral propiamente dicha (J). Tras ella se adivina la excavación de una segunda cámara (K), que debido a la temprana muerte del rey quedó inconclusa. El sarcófago tuvo que ser colocado en la cámara J, ensanchada para la ocasión. La cámara K sirvió para albergar en un nicho los vasos canopes del difunto. Pese a contar con los elementos imprescindibles de una tumba, el sepulcro es uno de los enterramientos reales más pequeños de toda la necrópolis.

## Decoración
La tumba de Ramsés VII presenta una decoración muy profusa para la época, que podemos resumir de forma muy sencilla:

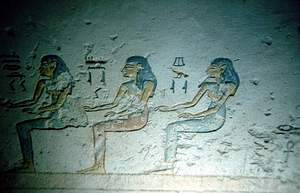
Pinturas en KV1.

- La rampa A no posee ninguna decoración de la época.
- El corredor B presenta parte del Libro de las Cavernas y el Ritual de Apertura de la Boca del difunto.
- La cámara sepulcral J cuenta con inscripciones del Libro de la Tierra
- La pequeña cámara K está decorada con el Libro de las Puertas.
- También existen numerosas representaciones de dioses (Osiris, Ra-Horajti, Nut...) acompañando al rey o en solitario. En los techos existen figuras de buitres y motivos astronómicos.
- Se han encontrado en todas partes de la tumba graffiti demóticos, griegos, coptos e incluso decimonónicos, lo que demuestra que el lugar ha estado abierto durante varios siglos.

Pese a que la calidad de las pinturas es inferior a la de las tumbas de otros reyes, lo cierto es que su estado (y el de la tumba en general) es envidiable, sobre todo proviniendo de un lugar que ha estado abierto tanto tiempo; pero lamentablemente se ha perdido gran parte de la pintura de color azul. También han surgido algunas grietas en el corredor B.

## Excavación
La primera excavación realizada en KV1 fue la realizada en 1906 por Edward R. Ayrton, aunque sabemos de anteriores visitas que catalogaron y estudiaron antes la tumba. La expedición de Ayrton se encargó de reabrir y limpiar el lugar. Sólo sería bajo el mando de Edwin C. Brock, del Museo de Ontario, cuando se realizaría un estudio más extenso y el completo aseo de la tumba, hoy abierta al público.
No se encontraron muchos objetos en la tumba (sólo algunos ushebtis, restos de ánforas u ostrakas) como era de esperar.Éstos pertenecen a diversas épocas. Incluso se piensa que KV1 fue utilizada durante muchos años por monjes coptos y ermitaños.

## La momia real
El sarcófago exterior está labrado en piedra y consiste solamente en la "tapa exterior", que en la actualidad ha sido rota por un lateral para poder alcanzar la momia y las riquezas que con ella reposarían. Esta enorme tapa está decorada con figuras de Isis, Neftis, Serket y los cuatro hijos de Horus.
En cuanto a la momia de Ramsés VII, es una de las que aún no ha aparecido en los escondrijos de momias reales conocidos. Sí se han hallado en DB320 cuatro copas de fayenza en las que aparece su nombre de coronación, lo que ha hecho pensar que quizás su cuerpo fuese uno de los que aún están por identificar entre los hallados en aquel lugar.